# ماهیگیری موج‌خیز

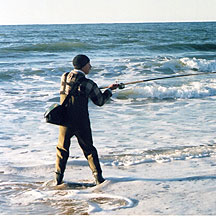
ماهیگیر موج‌خیز

ماهیگیری پهنه موج‌خیز (به انگلیسی: Surf fishing)، از انواع ماهیگیری سرگرمی روی زمین (زمین‌پایه) است. در این نوع ماهیگیری، ماهیگیر در خط ساحلی ایستاده یا در حال حرکت در پهنه موج‌خیز است. این نوع ماهیگیری ممکن است شامل ریختن طعمه باشد یا نباشد، و به همه انواع ماهیگیری در ساحل - از سواحل شنی و سنگی، اسکله‌های صخرهای، یا حتی اسکله‌های ماهیگیری اشاره دارد. ماهیگیری موج‌خیز، به گرفتن ماهی در ساحل موج‌خیز و در درون یا نزدیک خط ساحلی اشاره دارد. به جز چند استثنا، ماهیگیری موج‌خیز در آب دریای شور انجام می‌شود. رایج‌ترین پندار غلط دربارهٔ ماهیگیری موج‌خیز این است که برای رسیدن به ماهی، شخص باید تا آنجایی که ممکن است دور باشد. در سواحل غربی ایالات متحده، و در واقع، در اکثر سواحل سراسر جهان، شما باید طعمه خود را در جایی که آب تا زانو است، بگیرید.

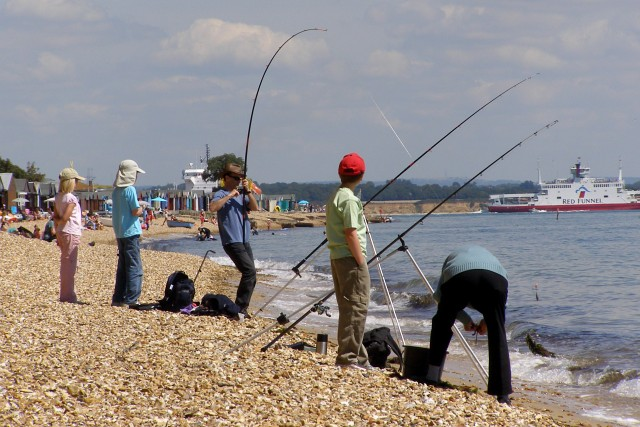
ماهیگیری موج‌خیز در کالشات، همپشایر